# Muhammad Rafat Wahdan
Muhammad Rafat Wahdan (arab. محمد رأفت وهدان) – egipski zapaśnik walczący w obu stylach. Zdobył dwa srebrne medale na igrzyskach śródziemnomorskich w 1959 roku.